# Économie du Burkina Faso
Le Burkina Faso est la troisième  économie de la zone UEMOA et la cinquième de la CEDEAO en 2020. Le Burkina Faso est un pays enclavé du Sahel, à faible revenu et aux ressources naturelles limitées. Avec un PIB 2020 de 17,047 Mds USD, pour une population estimée à 20,9 millions d’habitants qui croit au rythme de 2,9 % par an (7 % dans la capitale Ouagadougou), le Burkina Faso relève de la catégorie des pays les moins avancés (PMA) avec un PIB/hab de l’ordre de 768,8 USD (contre 1 566,3 USD en Afrique sub-Saharienne). Sa forte pression démographique absorbe une part importante de la croissance économique, si bien que l’incidence de la pauvreté demeure forte dans le pays : selon la Banque mondiale, près de 40 % de la population vit toujours sous le seuil de pauvreté, l’espérance de vie à la naissance se situe autour de 60 ans et plus de 65 % des personnes âgées de plus de quinze ans ne sont pas alphabétisées. Les inégalités de revenus sont aussi prégnantes, selon le PNUD, les 20 % de la population les plus riches ont un revenu moyen 7 fois supérieur aux 20 % les plus pauvres. Le Burkina Faso qui connait une situation sécuritaire dégradée depuis 2014 est également marqué par d’importants déplacements de populations, estimés à plus de 2,2 millions de personnes.

## Conjoncture économique
Après les chocs externes des années 2014 et 2015, l'économie burkinabè a connu un net rebond en 2016 (+5,9 %) et a continué sa progression jusqu’en 2018 avec une croissance qui a atteint 6,8 %, malgré les problèmes sécuritaires, l’impact des grèves dans le secteur public et l’assainissement des finances publiques conduisant à la contraction des dépenses d’investissement. En 2019, l’économie a continué de montrer une certaine résilience avec une croissance de 5,7 % (les activités économiques étant concentrées dans les zones encore sécurisées du pays, dont le plateau Mossi). Les dépenses courantes se sont cependant maintenues à un niveau élevé en raison du poids de la masse salariale (9,2 % du PIB et 52 % des dépenses courantes), des dépenses sécuritaires (de l’ordre de 4 % du PIB) et des investissements (7,5 % du PIB).
Avant la pandémie du COVID-19, le FMI tablait sur un PIB de 6 % en 2020 et une progression de la croissance continue à moyen terme. Aujourd’hui, le FMI projette une chute de la croissance en 2020 (-2,8 %), et un rebond en 2021 (+4,1 %). La mobilisation des revenus domestiques est projetée en diminution de 2,1 % du PIB (17,4 %) et les dépenses courantes en hausse de 1,7 % du PIB (19 %) par rapport aux prévisions initiales. L’inflation, qui était négative en 2019 (-3,2 %), est projetée à 2,2 % en 2020 et 2,5 % en 2021. La pandémie du COVID-19 a en effet entraîné des difficultés de circulation et d’écoulement des produits et des difficultés d’importation de denrées de base (ex. le riz indien). Pour ce qui concerne l’équilibre externe, le déficit du compte courant est attendu à -3,5 % en 2020, contre -4,8 % en 2019.
Le gouvernement a élaboré un plan spécifique de riposte contre les effets de la Covid 19 de 150 MEUR dont 70 % a été mis en œuvre en 2020.
L'orpaillage artisanal est une ressource dans certaines régions mais sa rentabilité est aléatoire et ses effets environnementaux mal maîtrisés.

## Solde budgétaire
En 2019 les autorités ont poursuivi les efforts en matière de consolidation budgétaire, avec un déficit de 3,2 % du PIB (légèrement au-dessus du critère régional de 3 %, mais en baisse de -1 point de pourcentage (p.p.) par rapport à 2018) notamment grâce à la mobilisation de 95 % des ressources propres (paiement d’une partie des licences 4G par les opérateurs mobiles correspondant à 1,4 % du PIB) - la pression fiscale est ressortie à 16 %, un niveau faible mais en progression de +0,9 pp - et aux dons extérieurs (3,2 % du PIB, contre 2,4 % en 2018). En 2020, l’augmentation des dépenses courantes liée à la crise sanitaire  et la diminution de la mobilisation des recettes intérieures (-2,6 % du PIB par rapport aux projections initiales) devraient entraîner un creusement du déficit budgétaire à 5,3 %, contre une estimation initialement conforme à l’objectif communautaire.

## Budget 2020
Il s’agit, entre autres, de l’augmentation du taux de la taxe sur les tabacs, cigares, cigarettes et cigarillos, les prélèvements à la source sur les importations et les ventes de biens et le rehaussement des seuils d’exonération de l’IUTS sur les indemnités qui passent de 50 000 à 75 000 FCFA pour l’indemnité de logement, de 30 000 à 50 000 FCFA pour l’indemnité de fonction et de 20 000 à 30 000 FCFA pour l’indemnité de transport.
Par ailleurs, M. Kaboré a annoncé le renforcement de l’interconnexion des systèmes informatiques douaniers du Burkina Faso avec ceux de la Cote d’ivoire, du Niger et du Togo, ainsi que son extension avec le Bénin et le Ghana ainsi que le paiement des droits et taxes de douane par un procédé électronique (paiement par les réseaux de la téléphonie mobile, paiement à distance par virement bancaire, paiement par carte bancaire).
On peut également retenir la lutte contre la fraude douanière dans toutes ses formes (contrebande, importation sans déclaration, fausses déclarations et inexécution des engagements souscrits) par le renforcement des compétences des vérificateurs et des agents pour une meilleure évaluation des marchandises. Et l’institution d’un minimum forfaitaire de perception au profit des gérants de station-service et des entreprises exerçant à titre exclusif l’activité de distributeur agréé de recharge téléphonique prépayée.
Voici les grandes masses
On retiendra que Le budget de l’État de l’année en cours s’établit à 2 233,316 milliards de francs CFA en recettes et à 2 518,456 milliards de francs CFA en dépenses.
Les recettes propres se chiffrent à 1 894 milliards de francs CFA contre 1 697 milliards de francs CFA en 2019, soit un accroissement de 197 milliards de francs CFA ou de 11,65 %. Elles sont constituées essentiellement de recettes fiscales qui représentent 87,30 % du total en 2020. Les recettes propres représentent 84,84 % des recettes totales du budget de l’État contre 86,82 % en 2019.
Quant aux ressources extérieures, elles se chiffrent en 2020 à 338,536 milliards de francs CFA contre 257,564 milliards de francs CFA en 2019, soit une hausse de 80,972 milliards de francs CFA ou de 31,44 %.
Les dépenses du budget de l’État se chiffrent à 2 518, 45 milliards de francs CFA en 2020 contre 2 213,29 milliards de francs CFA pour 2019. Elles sont constituées de dépenses courantes pour un montant de 1 642,29 milliards de francs CFA et de dépenses en capital pour 876,16 milliards de francs CFA correspondant à des parts relatives respectives de 65,21 % et 34,79 %, contre 71,39 % et 28,61 % en 2019.
La prédominance des dépenses courantes dans le budget 2020 s’explique essentiellement par l’évolution des dépenses de personnel qui sont passées de 700 milliards de francs CFA en 2018 à 835 milliards de francs CFA en 2019 et à 878 milliards de francs en 2020. Leur part relative par rapport aux dépenses totales est de 34,86 % en 2020 contre 37,76 % en 2019. Elles absorbent 46,33 % des ressources propres du budget de l’État et 53,08 % des recettes fiscales contre 53,31 % en 2019.
La répartition par secteur
le ministre chargé de l’économie, Lassané Kaboré a fait ressortir la répartition budgétaire par secteur :
- Secteur de la santé : 234,502 milliards de francs CFA contre 211,568 milliards de francs CFA en 2019;
- Secteur de l'éducation : 461,46 milliards de francs CFA contre 417,51 milliards de francs CFA en 2019.
- Secteur de la défense et de la sécurité : 344,203 milliards de francs CFA contre 323,644 milliards de francs CFA en 2019.
- Secteur rural: 115,760 milliards de francs CFA ont été alloués contre 87,534 milliards de francs CFA en 2019.

## Situation de la dette
À la suite de l’atteinte du point d’achèvement en juin 2002 de l’initiative pays pauvres très endettés (PPTE), le Burkina Faso a bénéficié d’un important allègement de dette, notamment de la part des créanciers multilatéraux et de ceux du Club de Paris (annulation de plus de 97 % de leurs créances). Des efforts supplémentaires ont été accordés par les institutions multilatérales fin 2005 au titre de l’Initiative d’allègement de la dette multilatérale (IADM). A fin 2019, l’encours de la dette était de 40 % du PIB, avec pour la première fois une légère prédominance de la dette domestique (50,2 % du stock total), caractérisée par son coût élevé (5 fois plus chère que la dette extérieure) et des maturités courtes (2,8 ans contre 14,2 ans pour la dette extérieure) qui ont incité les autorités nationales à prévoir une reprofilage de la dette en 2020. Avec une dette projetée à 43 % du PIB en 2020 et 43,3 % en 2021, le risque de surendettement du pays reste modéré. Le pays a signé l’accord pour bénéficier de  l’initiative sur la suspension des intérêts de la dette (DSSI) le 16 décembre 2020.

## Développement humain
Au Burkina, la charge globale de morbidité est toujours dominée par les maladies infectieuses, notamment avec l’apparition ces dernières années, de maladies non transmissibles. Les enfants de moins de cinq ans et les femmes en sont toujours les premières victimes. Malgré une amélioration sensible ces dernières années, les indicateurs de santé maternelle et infantile n’ont toujours pas atteint les taux fixés par les Objectifs de développement durable (ODD) de l’ONU et le Plan national de développement économique et social (PNDES). Le taux de mortalité maternelle a baissé de 484 pour 100 000 naissances vivantes en 1998 à 341 en 2015, tandis que le taux d’utilisation de méthodes contraceptives a baissé de 34,3 % en 2014 à 31,1 % en 2015, avec un taux de fécondité de 5,4 enfants par femme. Le pourcentage d’accouchements assistés a progressé de 76 % à 83,4 % en 2015.
La mortalité des enfants de moins de cinq ans a également diminué de 129 ‰ à 81,6‰, ainsi que la mortalité néonatale qui est passée 31 ‰ en 2003 à 23,2 ‰ en 2015. La mortalité infantile a aussi beaucoup baissé pour atteindre 43 ‰ en 2015 contre 90 ‰ en 1998, (EMD 2015). L'espérance de vie à la naissance est de 58,6 ans (2014).

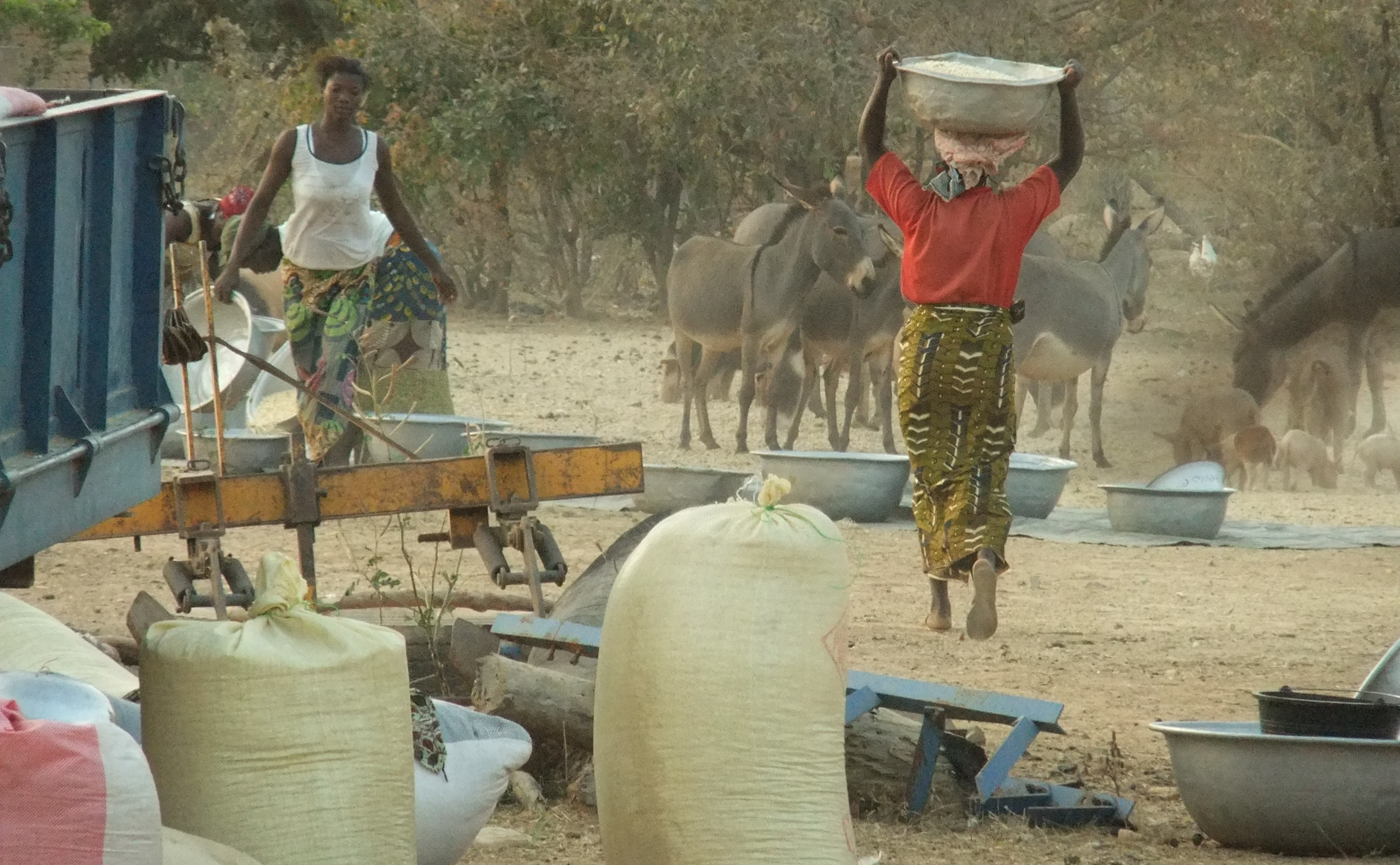
Travail de la ferme à Mamou, 2011

Malgré une tendance à la baisse, la malnutrition demeure endémique avec une prévalence de la malnutrition aiguë de 7,6 %, contre 15,5 % en 1998 et des retards de croissance de 27,3 % (contre 34,6 % en 1998 (SMART 2016).
Entre 2005 et 2014, le taux brut de scolarisation préscolaire est passé de 2 % à 4 % et celui du primaire de 57 % à 86,9 %. L'accès à l'enseignement secondaire s’est amélioré, passant de 20 % en 2005 à 44,9 % en 2014-2015 (premier cycle), et de 5,6 % à 14 % (second cycle) sur la même période. En revanche, le taux d'alphabétisation des jeunes qui était de 28,7 % en 2010, reste inférieur au taux moyen de l’Afrique subsaharienne qui est de 71 %.
Seuls 28 % des élèves possèdent les compétences requises en mathématiques et en lecture à la fin du cycle primaire.
Le taux de pauvreté a légèrement baissé entre 2009 et 2014, passant de 46 % à 40,1 %.

## Défis du développement
Le Burkina reste vulnérable aux chocs liés aux variations pluviométriques et aux cours mondiaux de ses produits d’exportation. Son développement économique et social dépendra en partie de la stabilité politique du pays et de la sous-région, de son ouverture au commerce international et de la diversification de ses exportations.

## Participations inter-étatiques
Le Burkina Faso est membre de l’Union économique et monétaire ouest-africaine et de l’Autorité de Liptako-Gourma, CEDEAO, Union Africaine, ONU, G5 Sahel

## Acteurs économiques
- Mahamadou Bonkoungou, entrepreneur burkinabè, président du groupe EBOMAF.
- Idrissa Nassa, banquier et homme d'affaires burkinabè, président du groupe Coris Holding.
- Oumarou Kanazoé, entrepreneur et hommes d'affaires burkinabè.
- Mamounata Basga Velegda, commerçante et femme d'affaires burkinabè.
- Béli Biyen
- Apollinaire Compaoré